# Tom și Jerry: Dragonul pierdut
Tom și Jerry: Dragonul pierdut (engleză Tom and Jerry: The Lost Dragon) este un film de animație direct-pe-video de comedie, lansat în anul 2014, și avându-i în distribuție pe faimoșii Tom și Jerry. Este al noulea din seria continuă de filme direct-pe-video cu Tom și Jerry.

## Distribuție română
- Jojo- Athena [4]

## Premisă
Filmul începe să-l prezinte pe vrăjitorul Kaldorf expulzând dintr-un sat o vrăjitoare puternică pe nume Drizelda. Kaldorf îi permite nepoatei Drizeldei Athena să rămână. Sătenii elfi se tem că va ieși ca mătușa ei pentru că păstrează paraziți ( Jerry ) și are o afecțiune pentru pisici ( Tom ). Pisica și șoarecele din această cronologie sunt bebeluși și devin prieteni / frenemii împreună cu Athena, care este doar o fată descultă.
Filmul îi transmite repede lui Tom și Jerry urmărindu-se reciproc, așa cum fac de obicei, și Athena îngrijind animalele rănite, până când se întâmplă ca cei trei să dea peste un ou misterios strălucitor. Ceea ce nici unul dintre ei nu știe este că acest ou a fost furat de la un dragon foarte mare, care respira focul. În scurt timp, un bebeluș dragon numit Puffy iese din acest ou și crede că Tom este mama lui, iar cei trei au mare grijă de el.
Cu toate acestea, adevărata mamă a lui Puffy este furioasă că bebelușul ei lipsește și îl dorește înapoi, dar înainte ca Tom, Jerry și Athena să poată încerca chiar să o găsească, Drizelda se întoarce și îl capturează pe Puffy, intenționând să-l folosească pentru propriile sale planuri rele - încearcă să-i fure căldura pentru a deveni ea însăși un super-dragon și a distruge totul în sat. Cu ajutorul unor aliați puternici și prieteni cu animale, Tom, Jerry și Athena lucrează împreună și luptă dinți și gheare pentru a opri vrăjitoarea malefică și a-l aduce pe Puffy înapoi la mama sa, în cele din urmă, Drizelda este transformată într-o statuie, iar sătenii, Tom, Jerry, Kaldorf și chiar Athena au o petrecere de cântat fericit.
După credite, în ciuda faptului că a fost transformată într-o statuie, Drizelda se arată că este încă în viață. Pe măsură ce o pasăre încearcă să se cocoțeze pe ea, ea respira un fum din nas, răspunzând „Nici măcar să nu te gândești la asta!”, Sperând pasărea.

## Distribuție vocală
- Spike Brandt în rolul Tom Cat și Jerry Mouse (necreditat)
- Kelly Stables ca Athena și Puffy
- Vicki Lewis ca Drizelda, mătușa Atenei și principalul antagonist
- Jim Cummings în rolul lui Kaldorf și Seller
- Laraine Newman în rolul Emily, soția bătrânului elf
- Greg Ellis în rolul Tin
- Jess Harnell în rolul lui Pan
- Richard McGonagle în rolul Alley
- Wayne Knight în rolul The Elf Elder
- Dee Bradley Baker în rolul lui Buster și Elf Boy